# Park Kyeong-Hoon
Park Kyeong-Hoon es un deportista surcoreano que compitió en taekwondo. Ganó una medalla de plata en los Juegos Asiáticos de 2006 en la categoría de –84 kg.

## Palmarés internacional
| Juegos Asiáticos | Juegos Asiáticos | Juegos Asiáticos | Juegos Asiáticos |
| Año              | Lugar            | Medalla          | Categoría        |
| ---------------- | ---------------- | ---------------- | ---------------- |
| 2006             | Doha (Catar)     | Medalla de plata | –84 kg           |